# Carlos Zambrano (futbolista)
Carlos Augusto Zambrano Ochandarte (Callao, 10 de julio de 1989) es un futbolista peruano que juega como defensa central y su equipo actual es Alianza Lima de la Primera División de Perú. Es internacional con la selección de fútbol del Perú desde 2008.
Se mantuvo más de diez años en el fútbol europeo pasando su fútbol por clubes como el Schalke 04, San Pauli, Rubin Kazán, PAOK, Dinamo de Kiev, Basilea y Eintracht Fráncfort, con este último, logró ser capitán y referente del equipo— tanto que fue incluido en el once ideal de la década del club, consolidándose en esos años como uno de los mejores defensores de la Bundesliga.
Con la Selección de fútbol del Perú tiene como preseas la medalla del subcampeonato en la Copa América 2019 y una medalla de bronce conseguida en la Copa América 2015.

## Trayectoria
Zambrano empezó a practicar el fútbol en la academia Cantolao del Callao-Perú. Nunca logró disputar ningún encuentro en las ligas o divisiones mayores de su natal país. En el año 2006 comenzó a formar parte de la cantera del club alemán Schalke 04. Al cabo de un año el defensa logró salir al campo de fútbol ya como el futbolista profesional, sin embargo, no llegó a debutar.

### FC Schalke 04

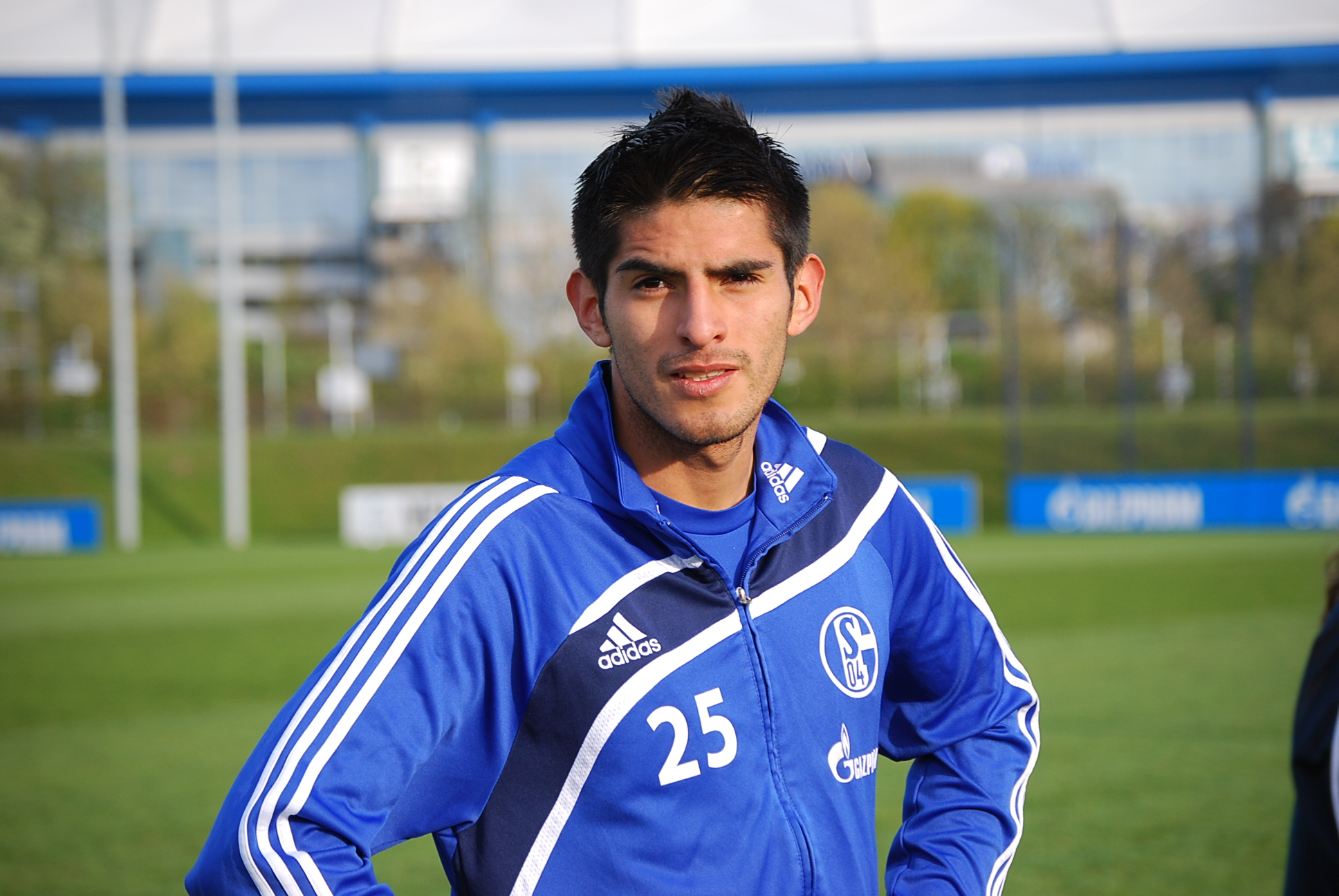
Zambrano en un entrenamiento del FC Schalke 04.

En el año 2006, fue contratado por el club alemán Schalke 04, en el cual llegó a integrar las divisiones menores. En el año 2007, jugó su primer partido como profesional. Sin embargo, su debut en competencias oficiales se dio recién el 1 de agosto de 2009, cuando jugó de titular por la primera ronda de la Copa de Alemania. En aquel encuentro también anotó su primer gol con camiseta del Schalke, marcando el primer tanto de la victoria por 4-0 sobre el Germania Windeck.

### FC St. Pauli
Luego de conseguir el subcampeonato de la temporada 2009/10 con el Schalke 04, fue cedido en calidad de préstamo al recién ascendido St. Pauli para la temporada 2010/11. Zambrano se lesionó de gravedad y su club bajó a la segunda división de Alemania. Después de bastante tiempo fuera de las canchas, volvió en la derrota frente al Alemannia Aachen, el 4 de febrero de 2012.

### Eintracht Fráncfurt
El 17 de agosto de 2012, se hace oficial su traspaso al Eintracht Fráncfort de Alemania. Jugó los 90 minutos en su debut oficial, en la primera jornada de la Bundesliga 2012/13, cuando el Eintracht venció 2-1 de local frente al Bayer Leverkusen. El 19 de mayo del 2013 el Eintracht Fráncfort no pudo clasificar a la Champions League, pero sí a la Liga Europa. El equipo de Zambrano, quien jugó hasta los 59 minutos, igualó 2-2 con VfL Wolfsburgo por la fecha 34 de la Bundesliga, la última en la temporada. Fráncfort cumplió una de sus mejores campañas. En las primeras fechas consiguió ganarse el cartel de equipo revelación del torneo. Lucharon hasta el final por llegar a un torneo internacional, pese a decaer en las últimas jornadas.
El 22 de agosto de 2013 debutó en un torneo internacional, frente al FK Qarabağ de Azerbaiyán por la ronda de play-offs de la Liga Europa. El Eintracht Fráncfort venció 2-0 de visita con dos tantos de Alexander Meier.
El 30 de junio de 2015, el contrato de tres años expiró. Luego se firmó un contrato temporal de un año hasta 30 de junio de 2016.

### Rubin Kazán y periplo por Europa
El 3 de julio de 2016, se hace oficial su traspaso al FC Rubin Kazán de Rusia. Estuvo en el equipo hasta mitad del año 2017. Para septiembre del mismo año se confirma su traspaso al PAOK Salónica de Grecia, debutando con el conjunto griego en la victoria 2-1 ante Levadiakos, la misma suerte no tuvo en su siguiente partido ante A. E. K. de Atenas donde salió expulsado tras doble amarilla. 
Con la falta de continuidad en el conjunto griego decidió cambiar de equipo. A finales de enero del 2018 se hace oficial su traspaso al Dinamo de Kiev de Ucrania. Tras no ser tomado en cuenta para la temporada 2018/2019 por su técnico Aliaksandr Jatskevich, el 18 de agosto se hace oficial su pase al Basilea de Suiza y para octubre de 2019 retorna al Dinamo de Kiev, donde su técnico declara lo siguiente tras una consulta sobre las pocas apariciones del jugador en el equipo, luego de haber quedado subcampeón de América con la selección peruana: «Si quieren ver jugar a Zambrano, veanlo jugar en su selección».

### Boca Juniors
Con la relación jugador-técnico deteriorada en el Dinamo, Zambrano rescindió el contrato con el Dinamo en enero de 2020, y el Club Atlético Boca Juniors compró su pase, siendo presentado el 31 de enero de 2020.
El 9 de marzo, gana la Superliga Argentina, después de remontarle a River Plate en la última jornada de la competición, siendo su primer título con el club.
El 17 de enero de 2021 gana la Copa de la Liga Profesional venciendo su equipo en la final a Banfield por penales 5-3 después de haber empatado 1-1. 
El 14 de marzo, es expulsado después de recibir su segunda tarjeta amarilla en el superclásico contra River Plate en un partido de la Copa de la Liga que acabó 1-1.
El 28 de marzo, después de cumplir su fecha de sanción, marcó su primer gol con Boca en un clásico ante Independiente que terminó 1-1, marcando el gol del empate.
El 3 de octubre, en la Liga Profesional marcó un gol en la derrota 2-1 frente a River en tiempo de descuento.
El 8 de diciembre, suma su tercer título con el equipo al salir campeón de la Copa Argentina tras ganarle a Talleres de Córdoba por penales 5-4 después de un empate sin goles.
El 22 de mayo de 2022, suma su cuarta estrella con el club de La Ribera tras vencer a Tigre en la final de la Copa de la Liga Profesional por 3-0.

## Selección nacional

### Selección Sub-17
Integró la selección sub-17 participó en la Copa Mundial de Fútbol Sub-17 de 2005 realizada en Perú, integró el Grupo "A" junto a Costa Rica, China y Ghana. Donde quedaron últimos del grupo con solo un punto.
| Mundial                     | Sede | Resultado    | Partidos |
| --------------------------- | ---- | ------------ | -------- |
| Copa Mundial Sub-17 de 2005 | Perú | Primera fase | 3        |

### Selección Sub-20
Con la selección sub-20 participó de dos Campeonato Sudamericano: la de Paraguay 2007 y Venezuela 2009, fue el capitán del equipo.
| Torneo                      | Sede      | Resultado    | Partidos |
| --------------------------- | --------- | ------------ | -------- |
| Sudamericano Sub-20 de 2007 | Paraguay  | Primera Fase | -        |
| Sudamericano Sub-20 de 2009 | Venezuela | Primera Fase | 3        |

### Selección absoluta
Su debut con la selección mayor se dio en marzo del 2008, en el partido que Perú derrotó por 3-1 a su similar de Costa Rica. En aquel encuentro, además, anotó su primer gol con la selección, que fue el segundo del Perú aquella noche. Meses después, en septiembre, debutó en eliminatorias ante Venezuela, partido que finalizó 1-0 a favor del equipo peruano. Desde entonces fue titular indiscutible en la selección nacional. 
Tras sufrir una larga lesión que lo dejó alejado de las canchas por varios meses, volvió a las canchas en el último partido de preparación para la Copa América 2011 ante Senegal. Entró en el tiempo complementario por Alberto Rodríguez, pero no pudo acabar el partido y fue reemplazado por Christian Ramos. Tras los exámenes médicos, se vio que su lesión era grave y se perdió la Copa América.
En las Eliminatorias para el Mundial 2014 en el encuentro ante Argentina del 11 de septiembre de 2012 anotó el primer gol del partido, siendo su segundo gol con su selección y el primero en encuentros oficiales. Aquel partido terminó en empate (1-1). Volvió a marcar ante Venezuela el 10 de septiembre de 2013, partido que concluyó con una derrota peruana (2-3).
El 25 de mayo de 2015 fue convocado para disputar la Copa América 2015 realizada en Chile. Perú finalizó en el 2.º puesto del Grupo C, que compartió con las selecciones de Brasil, Colombia y Venezuela. En la fase de cuartos de final se enfrentó a la selección de Bolivia derrotándolo 3-1 así consiguiendo la clasificación para las semifinales. En semifinales Perú fue eliminada por la anfitriona Chile al caer 2-1, en ese partido fue expulsado en el minuto 20. En los primeros cuatro partidos, Zambrano no había sido amonestado, pero en los primeros minutos quedó condicionado por una falta sobre Alexis Sánchez, en el minuto 20 El León salió a despejar un balón, pero dejó la pierna muy alta e impactó con Charles Aránguiz. El árbitro José Argote de Venezuela, no dudó y le sacó la roja directa a Zambrano por esa acción, Zambrano fue titular en cinco partidos que Perú disputó en la copa; participó en las Eliminatorias Rusia 2018 jugando 5 partidos.
Luego de tres años, en junio de 2019 fue convocado nuevamente por Ricardo Gareca de cara a la Copa América 2019, luego de estar fuera de la selección por un tema de falta de compromiso. Su último partido había sido contra Venezuela en Lima por clasificatorias. Se consolidó nuevamente como defensor titular y fue clave en el subcampeonato logrado por el equipo peruano.

#### Participaciones en Copas América
| Torneo            | Sede           | Resultado      | Partidos | Goles |
| ----------------- | -------------- | -------------- | -------- | ----- |
| Copa América 2015 | Chile          | Tercer Lugar   | 5        | 0     |
| Copa América 2019 | Brasil         | Subcampeón     | 5        | 0     |
| Copa América 2024 | Estados Unidos | Fase de grupos | 3        | 0     |

#### Participaciones en Clasificatorias a Copas del Mundo
| Eliminatorias                 | Sede       | Resultado  | Partidos | Goles |
| ----------------------------- | ---------- | ---------- | -------- | ----- |
| Eliminatorias Mundial de 2010 | Sudamérica | 10.º Lugar | 10       | 0     |
| Eliminatorias Mundial de 2014 | Sudamérica | 7.º Lugar  | 7        | 2     |
| Eliminatorias Mundial de 2018 | Sudamérica | 5.º Lugar  | 5        | 0     |
| Eliminatorias Mundial de 2022 | Sudamérica | 5.º Lugar  | 8        | 0     |
| Total                         | Total      | Total      | 30       | 2     |

### Partidos con la selección absoluta
| \| PJ \| Fecha \| Ciudad \| Local \| Resultado \| Visitante \| Competición \| Goles \| \| \| --- \| ---------- \| ----------------- \| ----------------- \| --------- \| ---------- \| -------------------------- \| ----- \| \| \| 1. \| 26-03-2008 \| Iquitos \| Perú \| 3:1 \| Costa Rica \| Amistoso \| \| \| \| 2. \| 06-09-2008 \| Lima \| Perú \| 1:0 \| Venezuela \| Eliminatorias Mundial 2010 \| \| \| \| 3. \| 10-09-2008 \| Lima \| Perú \| 1:1 \| Argentina \| Eliminatorias Mundial 2010 \| \| \| \| 4. \| 11-10-2008 \| La Paz \| Bolivia \| 3:0 \| Perú \| Eliminatorias Mundial 2010 \| \| \| \| 5. \| 29-03-2009 \| Lima \| Perú \| 1:3 \| Chile \| Eliminatorias Mundial 2010 \| \| \| \| 6. \| 01-04-2009 \| Porto Alegre \| Brasil \| 3-0 \| Perú \| Eliminatorias Mundial 2010 \| \| \| \| 7. \| 07-06-2009 \| Lima \| Perú \| 1-2 \| Ecuador \| Eliminatorias Mundial 2010 \| \| \| \| 8. \| 10-06-2009 \| Medellín \| Colombia \| 1-0 \| Perú \| Eliminatorias Mundial 2010 \| \| \| \| 9. \| 05-09-2009 \| Lima \| Perú \| 1-0 \| Uruguay \| Eliminatorias Mundial 2010 \| \| \| \| 10. \| 10-10-2009 \| Buenos Aires \| Argentina \| 2-1 \| Perú \| Eliminatorias Mundial 2010 \| \| \| \| 11. \| 14-10-2009 \| Lima \| Perú \| 1-0 \| Bolivia \| Eliminatorias Mundial 2010 \| \| \| \| 12. \| 04-09-2010 \| Toronto \| Canadá \| 0-2 \| Perú \| Amistoso \| \| \| \| 13. \| 07-09-2010 \| Fort Lauderdale \| Jamaica \| 1-2 \| Perú \| Amistoso \| \| \| \| 14. \| 08-10-2010 \| Lima \| Perú \| 2-0 \| Costa Rica \| Amistoso \| \| \| \| 15. \| 12-10-2010 \| Panamá \| Panamá \| 1-0 \| Perú \| Amistoso \| \| \| \| 16. \| 28-06-2011 \| Lima \| Perú \| 1-0 \| Senegal \| Amistoso \| \| \| \| 17. \| 29-02-2012 \| Túnez \| Túnez \| 1-1 \| Perú \| Amistoso \| \| \| \| 18. \| 15-08-2012 \| San José \| Costa Rica \| 0-1 \| Perú \| Amistoso \| \| \| \| 19. \| 07-09-2012 \| Lima \| Perú \| 2-1 \| Venezuela \| Eliminatorias Mundial 2014 \| \| \| \| 20. \| 11-09-2012 \| Lima \| Perú \| 1-1 \| Argentina \| Eliminatorias Mundial 2014 \| \| \| \| 21. \| 16-10-2012 \| Asunción \| Paraguay \| 1-0 \| Perú \| Eliminatorias Mundial 2014 \| \| \| \| 22. \| 07-02-2013 \| Couva \| Trinidad y Tobago \| 0-2 \| Perú \| Amistoso \| \| \| \| 23. \| 01-06-2013 \| Panamá \| Panamá \| 1-2 \| Perú \| Amistoso \| \| \| \| 24. \| 07-06-2013 \| Lima \| Perú \| 1-0 \| Ecuador \| Eliminatorias Mundial 2014 \| \| \| \| 25. \| 11-06-2013 \| Barranquilla \| Colombia \| 2-0 \| Perú \| Eliminatorias Mundial 2014 \| \| \| \| 26. \| 10-09-2013 \| Puerto La Cruz \| Venezuela \| 3-2 \| Perú \| Eliminatorias Mundial 2014 \| \| \| \| 27. \| 15-10-2013 \| Lima \| Perú \| 1-1 \| Bolivia \| Eliminatorias Mundial 2014 \| \| \| \| 28. \| 04-09-2014 \| Dubái \| Irak \| 0-2 \| Perú \| Amistoso \| \| \| \| 29. \| 10-10-2014 \| Valparaíso \| Chile \| 3-0 \| Perú \| Amistoso \| \| \| \| 30. \| 31-03-2015 \| Fort Lauderdale \| Perú \| 0-1 \| Venezuela \| Amistoso \| \| \| \| 31. \| 03-06-2015 \| Lima \| Perú \| 1-1 \| México \| Amistoso \| \| \| \| 32. \| 14-06-2015 \| Temuco \| Brasil \| 2-1 \| Perú \| Copa América 2015 \| \| \| \| 33. \| 18-06-2015 \| Valparaíso \| Perú \| 1-0 \| Venezuela \| Copa América 2015 \| \| \| \| 34. \| 21-06-2015 \| Temuco \| Colombia \| 0-0 \| Perú \| Copa América 2015 \| \| \| \| 35. \| 25-06-2015 \| Temuco \| Bolivia \| 1-3 \| Perú \| Copa América 2015 \| \| \| \| 36. \| 29-06-2015 \| Santiago \| Chile \| 2-1 \| Perú \| Copa América 2015 \| \| \| \| 37. \| 04-09-2015 \| Washington D. C. \| Estados Unidos \| 2-1 \| Perú \| Amistoso \| \| \| \| 38. \| 08-09-2015 \| Nueva Jersey \| Colombia \| 1-1 \| Perú \| Amistoso \| \| \| \| 39. \| 08-10-2015 \| Barranquilla \| Colombia \| 2-0 \| Perú \| Eliminatorias Mundial 2018 \| \| \| \| 40. \| 13-10-2015 \| Lima \| Perú \| 3-4 \| Chile \| Eliminatorias Mundial 2018 \| \| \| \| 41. \| 13-11-2015 \| Lima \| Perú \| 1-0 \| Paraguay \| Eliminatorias Mundial 2018 \| \| \| \| 42. \| 17-11-2015 \| Salvador de Bahía \| Brasil \| 3-0 \| Perú \| Eliminatorias Mundial 2018 \| \| \| \| 43. \| 24-03-2016 \| Lima \| Perú \| 2-2 \| Venezuela \| Eliminatorias Mundial 2018 \| \| \| |            |                   |                   |           |            |                            |       |  |
| PJ | Fecha      | Ciudad            | Local             | Resultado | Visitante  | Competición                | Goles |  |
| 1. | 26-03-2008 | Iquitos           | Perú              | 3:1       | Costa Rica | Amistoso                   |       |  |
| 2. | 06-09-2008 | Lima              | Perú              | 1:0       | Venezuela  | Eliminatorias Mundial 2010 |       |  |
| 3. | 10-09-2008 | Lima              | Perú              | 1:1       | Argentina  | Eliminatorias Mundial 2010 |       |  |
| 4. | 11-10-2008 | La Paz            | Bolivia           | 3:0       | Perú       | Eliminatorias Mundial 2010 |       |  |
| 5. | 29-03-2009 | Lima              | Perú              | 1:3       | Chile      | Eliminatorias Mundial 2010 |       |  |
| 6. | 01-04-2009 | Porto Alegre      | Brasil            | 3-0       | Perú       | Eliminatorias Mundial 2010 |       |  |
| 7. | 07-06-2009 | Lima              | Perú              | 1-2       | Ecuador    | Eliminatorias Mundial 2010 |       |  |
| 8. | 10-06-2009 | Medellín          | Colombia          | 1-0       | Perú       | Eliminatorias Mundial 2010 |       |  |
| 9. | 05-09-2009 | Lima              | Perú              | 1-0       | Uruguay    | Eliminatorias Mundial 2010 |       |  |
| 10. | 10-10-2009 | Buenos Aires      | Argentina         | 2-1       | Perú       | Eliminatorias Mundial 2010 |       |  |
| 11. | 14-10-2009 | Lima              | Perú              | 1-0       | Bolivia    | Eliminatorias Mundial 2010 |       |  |
| 12. | 04-09-2010 | Toronto           | Canadá            | 0-2       | Perú       | Amistoso                   |       |  |
| 13. | 07-09-2010 | Fort Lauderdale   | Jamaica           | 1-2       | Perú       | Amistoso                   |       |  |
| 14. | 08-10-2010 | Lima              | Perú              | 2-0       | Costa Rica | Amistoso                   |       |  |
| 15. | 12-10-2010 | Panamá            | Panamá            | 1-0       | Perú       | Amistoso                   |       |  |
| 16. | 28-06-2011 | Lima              | Perú              | 1-0       | Senegal    | Amistoso                   |       |  |
| 17. | 29-02-2012 | Túnez             | Túnez             | 1-1       | Perú       | Amistoso                   |       |  |
| 18. | 15-08-2012 | San José          | Costa Rica        | 0-1       | Perú       | Amistoso                   |       |  |
| 19. | 07-09-2012 | Lima              | Perú              | 2-1       | Venezuela  | Eliminatorias Mundial 2014 |       |  |
| 20. | 11-09-2012 | Lima              | Perú              | 1-1       | Argentina  | Eliminatorias Mundial 2014 |       |  |
| 21. | 16-10-2012 | Asunción          | Paraguay          | 1-0       | Perú       | Eliminatorias Mundial 2014 |       |  |
| 22. | 07-02-2013 | Couva             | Trinidad y Tobago | 0-2       | Perú       | Amistoso                   |       |  |
| 23. | 01-06-2013 | Panamá            | Panamá            | 1-2       | Perú       | Amistoso                   |       |  |
| 24. | 07-06-2013 | Lima              | Perú              | 1-0       | Ecuador    | Eliminatorias Mundial 2014 |       |  |
| 25. | 11-06-2013 | Barranquilla      | Colombia          | 2-0       | Perú       | Eliminatorias Mundial 2014 |       |  |
| 26. | 10-09-2013 | Puerto La Cruz    | Venezuela         | 3-2       | Perú       | Eliminatorias Mundial 2014 |       |  |
| 27. | 15-10-2013 | Lima              | Perú              | 1-1       | Bolivia    | Eliminatorias Mundial 2014 |       |  |
| 28. | 04-09-2014 | Dubái             | Irak              | 0-2       | Perú       | Amistoso                   |       |  |
| 29. | 10-10-2014 | Valparaíso        | Chile             | 3-0       | Perú       | Amistoso                   |       |  |
| 30. | 31-03-2015 | Fort Lauderdale   | Perú              | 0-1       | Venezuela  | Amistoso                   |       |  |
| 31. | 03-06-2015 | Lima              | Perú              | 1-1       | México     | Amistoso                   |       |  |
| 32. | 14-06-2015 | Temuco            | Brasil            | 2-1       | Perú       | Copa América 2015          |       |  |
| 33. | 18-06-2015 | Valparaíso        | Perú              | 1-0       | Venezuela  | Copa América 2015          |       |  |
| 34. | 21-06-2015 | Temuco            | Colombia          | 0-0       | Perú       | Copa América 2015          |       |  |
| 35. | 25-06-2015 | Temuco            | Bolivia           | 1-3       | Perú       | Copa América 2015          |       |  |
| 36. | 29-06-2015 | Santiago          | Chile             | 2-1       | Perú       | Copa América 2015          |       |  |
| 37. | 04-09-2015 | Washington D. C.  | Estados Unidos    | 2-1       | Perú       | Amistoso                   |       |  |
| 38. | 08-09-2015 | Nueva Jersey      | Colombia          | 1-1       | Perú       | Amistoso                   |       |  |
| 39. | 08-10-2015 | Barranquilla      | Colombia          | 2-0       | Perú       | Eliminatorias Mundial 2018 |       |  |
| 40. | 13-10-2015 | Lima              | Perú              | 3-4       | Chile      | Eliminatorias Mundial 2018 |       |  |
| 41. | 13-11-2015 | Lima              | Perú              | 1-0       | Paraguay   | Eliminatorias Mundial 2018 |       |  |
| 42. | 17-11-2015 | Salvador de Bahía | Brasil            | 3-0       | Perú       | Eliminatorias Mundial 2018 |       |  |
| 43. | 24-03-2016 | Lima              | Perú              | 2-2       | Venezuela  | Eliminatorias Mundial 2018 |       |  |

## Estadísticas

### Clubes
Actualizado al último partido disputado el 24 de mayo de 2024.
| Club                           | Div.          | Temporada     | Liga        | Liga        | Copas nacionales(1) | Copas nacionales(1) | Copas internacionales(2) | Copas internacionales(2) | Total | Total |
| Club                           | Div.          | Temporada     | Part.       | Goles       | Part.               | Goles               | Part.                    | Goles                    | Part. | Goles |
| ------------------------------ | ------------- | ------------- | ----------- | ----------- | ------------------- | ------------------- | ------------------------ | ------------------------ | ----- | ----- |
| Schalke 04 II · Alemania       | 2.ª B         | 2007-08       | 20          | 2           | —                   | —                   | —                        | —                        | 20    | 2     |
| Schalke 04 II · Alemania       | Total club    | Total club    | 20          | 2           | 0                   | 0                   | 0                        | 0                        | 20    | 2     |
| Schalke 04 · Alemania          | 1.ª           | 2008-09       | 0           | 0           | 0                   | 0                   | 0                        | 0                        | 0     | 0     |
| Schalke 04 · Alemania          | 1.ª           | 2009-10       | 16          | 0           | 4                   | 1                   | —                        | —                        | 20    | 1     |
| Schalke 04 · Alemania          | Total club    | Total club    | 16          | 0           | 4                   | 1                   | 0                        | 0                        | 20    | 1     |
| F. C. St. Pauli · Alemania     | 1.ª           | 2010-11       | 20          | 1           | 1                   | 0                   | —                        | —                        | 21    | 1     |
| F. C. St. Pauli · Alemania     | 2.ª           | 2011-12       | 10          | 0           | —                   | —                   | Inexistente              | Inexistente              | 10    | 0     |
| F. C. St. Pauli · Alemania     | 2.ª           | 2012-13       | 0           | 0           | —                   | —                   | Inexistente              | Inexistente              | 0     | 0     |
| F. C. St. Pauli · Alemania     | Total club    | Total club    | 30          | 1           | 1                   | 0                   | 0                        | 0                        | 31    | 1     |
| Eintracht Frankfurt · Alemania | 1.ª           | 2012-13       | 30          | 0           | 0                   | 0                   | —                        | —                        | 30    | 0     |
| Eintracht Frankfurt · Alemania | 1.ª           | 2013-14       | 30          | 0           | 4                   | 0                   | 9                        | 0                        | 43    | 0     |
| Eintracht Frankfurt · Alemania | 1.ª           | 2014-15       | 17          | 0           | —                   | —                   | —                        | —                        | 27    | 0     |
| Eintracht Frankfurt · Alemania | 1.ª           | 2015-16       | 25          | 0           | 3                   | 0                   | —                        | —                        | 38    | 0     |
| Eintracht Frankfurt · Alemania | Total club    | Total club    | 102         | 0           | 7                   | 0                   | 9                        | 0                        | 128   | 0     |
| Rubin Kazán · Rusia            | 1.ª           | 2016-17       | 21          | 0           | 3                   | 0                   | —                        | —                        | 24    | 0     |
| Rubin Kazán · Rusia            | 1.ª           | 2017-18       | 0           | 0           | —                   | —                   | —                        | —                        | 0     | 0     |
| Rubin Kazán · Rusia            | Total club    | Total club    | 21          | 0           | 3                   | 0                   | 0                        | 0                        | 24    | 0     |
| F. C. Dinamo de Kiev · Ucrania | 1.ª           | 2017-18       | 0           | 0           | —                   | —                   | —                        | —                        | 0     | 0     |
| F. C. Dinamo de Kiev · Ucrania | 1.ª           | 2019-20       | 0           | 0           | —                   | —                   | —                        | —                        | 0     | 0     |
| F. C. Dinamo de Kiev · Ucrania | Total club    | Total club    | 0           | 0           | 0                   | 0                   | 0                        | 0                        | 0     | 0     |
| PAOK Salónica · Grecia         | 1.ª           | 2017-18       | 6           | 0           | 2                   | 0                   | —                        | —                        | 8     | 0     |
| PAOK Salónica · Grecia         | Total club    | Total club    | 6           | 0           | 2                   | 0                   | 0                        | 0                        | 8     | 0     |
| F. C. Basilea · Suiza          | 1.ª           | 2018-19       | 7           | 1           | 2                   | 0                   | —                        | —                        | 9     | 1     |
| F. C. Basilea · Suiza          | Total club    | Total club    | 7           | 1           | 2                   | 0                   | 0                        | 0                        | 9     | 1     |
| Boca Juniors Argentina         | 1.ª           | 2019-20       | 1           | 0           | —                   | —                   | 3                        | 0                        | 4     | 0     |
| Boca Juniors Argentina         | 1.ª           | 2020          | Inexistente | Inexistente | 10                  | 0                   | —                        | —                        | 10    | 0     |
| Boca Juniors Argentina         | 1.ª           | 2021          | 5           | 1           | 13                  | 1                   | 1                        | 0                        | 19    | 2     |
| Boca Juniors Argentina         | 1.ª           | 2022          | 18          | 0           | 7                   | 0                   | 4                        | 0                        | 29    | 0     |
| Boca Juniors Argentina         | Total club    | Total club    | 24          | 1           | 30                  | 1                   | 8                        | 0                        | 62    | 2     |
| Alianza Lima · Perú            | 1.ª           | 2023          | 20          | 2           | —                   | —                   | 5                        | 0                        | 25    | 2     |
| Alianza Lima · Perú            | 1.ª           | 2024          | 8           | 2           | 0                   | 0                   | 5                        | 0                        | 13    | 2     |
| Alianza Lima · Perú            | Total club    | Total club    | 28          | 4           | 0                   | 0                   | 10                       | 0                        | 38    | 4     |
| Total carrera                  | Total carrera | Total carrera | 254         | 9           | 49                  | 2                   | 27                       | 0                        | 328   | 11    |

## Palmarés

### Campeonatos nacionales
| Título                        | Equipo        | Sede      | Año     |
| ----------------------------- | ------------- | --------- | ------- |
| Copa de Alemania              | Schalke 04    | Alemania  | 2010-11 |
| Copa de Grecia                | PAOK Salónica | Grecia    | 2017-18 |
| Copa de Suiza                 | FC Basilea    | Suiza     | 2018-19 |
| Primera División de Argentina | Boca Juniors  | Argentina | 2019-20 |
| Copa de la Liga               | Boca Juniors  | Argentina | 2020    |
| Copa Argentina                | Boca Juniors  | Argentina | 2019-20 |
| Copa de la Liga               | Boca Juniors  | Argentina | 2022    |
| Primera División de Argentina | Boca Juniors  | Argentina | 2022    |

### Torneos cortos
| Título          | Club         | País | Año  |
| --------------- | ------------ | ---- | ---- |
| Torneo Apertura | Alianza Lima | Perú | 2023 |

### Distinciones individuales
| Distinción                                                                     | Año  |
| ------------------------------------------------------------------------------ | ---- |
| Incluido en el XI ideal de la fecha 12 de la Bundesliga                        | 2010 |
| Incluido en el XI ideal de la fecha 13 de la Bundesliga                        | 2012 |
| Incluido en el XI ideal histórico de la Academia del Schalke 04                | 2012 |
| Nombrado en el XI ideal de la fecha 20 y 25 de la Bundesliga                   | 2013 |
| Mejor jugador de la temporada 2013-14 del Eintracht Frankfurt                  | 2013 |
| Incluido en el XI ideal de la fecha 12 de la Bundesliga                        | 2014 |
| Incluido en el XI ideal Sudamericano en Europa según Diario Marca              | 2014 |
| Incluido en el XI ideal de la fecha 11 de la Bundesliga                        | 2015 |
| Incluido en el XI ideal de la semana de la Primera División de Rusia           | 2016 |
| Incluido en el XI ideal de la primera fecha de la Copa América                 | 2019 |
| Incluido en el XI ideal de los cuartos de final de la Copa América             | 2019 |
| Incluido en XI ideal de la Copa América según Deportes RCN                     | 2019 |
| Jugador con más recuperaciones (19) de la Copa América                         | 2019 |
| Incluido en el XI ideal de la década del Eintracht Frankfurt                   | 2019 |
| Incluido en XI ideal de la cuarta fecha de la Copa Libertadores según CONMEBOL | 2022 |